# Lucille Lee Stewart
Lucille Lee Stewart (25 de diciembre de 1889-8 de enero de 1982) fue una actriz de cine estadounidense de la época del cine mudo. Su carrera cinematográfica se desarrolló entre 1910 y 1926, durante la cual interpretó una mezcla de papeles principales y secundarios.
Stewart trabajó en el vodevil antes de empezar a actuar en el cine. Sus primeros trabajos cinematográficos fueron comedias para Vitagraph. La mayoría de sus papeles eran secundarios, y su éxito disminuyó en la década de 1920. Tras divorciarse en 1925, "vivió el resto de su vida en la oscuridad".
Era la hermana mayor de la actriz Anita Stewart. Estuvo casada con el actor y director Ralph Ince desde 1910 hasta 1925, año en que se divorciaron.
Stewart "debutó como actriz principal" en una película en The Destroyers (1916).

## Filmografía parcial
- Love in Quarantine (1910)
- The Conflict (1916)
- Our Mrs. McChesney (1918)
- The Eleventh Commandment (1918)
- Five Thousand an Hour (1918)
- Sealed Hearts (1919)
- The Perfect Lover (1919)
- A Woman's Business (1920)
- The Woman Gives (1920)
- The Fool (1925)
- Friendly Enemies (1925)
- Bad Company (1925)
- Fifth Avenue (1926)
- Sunshine of Paradise Alley (1926)